# Paracentrobia perditrix
Paracentrobia perditrix är en stekelart som först beskrevs av Charles Joseph Gahan 1918.  Paracentrobia perditrix ingår i släktet Paracentrobia och familjen hårstrimsteklar. Inga underarter finns listade i Catalogue of Life.